# Mériel
Mériel är en kommun i departementet Val-d'Oise i regionen Île-de-France i norra Frankrike. Kommunen ligger i kantonen L'Isle-Adam som tillhör arrondissementet Pontoise. År 2022 hade Mériel 5 337 invånare.

## Befolkningsutveckling
Antalet invånare i kommunen Mériel
| Referens: INSEE |